# Stray
Vous lisez un « bon article » labellisé en 2024.
Stray est un jeu vidéo d'aventure développé par BlueTwelve Studio et édité par Annapurna Interactive, publié le 19 juillet 2022 sur Microsoft Windows, PlayStation 4 et PlayStation 5, le 10 août 2023 sur Xbox One et Xbox Series et le 19 novembre 2024 sur Nintendo Switch.
L'histoire suit le parcours d'un chat errant (stray signifiant « errant » en anglais) qui chute dans une ville confinée peuplée de robots, de machines et de bactéries mutantes, et entreprend de retourner à la surface avec l'aide d'un compagnon drone nommé B-12. Le jeu est présenté dans une perspective à la troisième personne. Le joueur traverse l'univers de Stray en sautant sur des plateformes et en escaladant des obstacles, et peut interagir avec l'environnement pour ouvrir de nouveaux chemins. En utilisant B-12, il peut stocker des objets trouvés dans le monde et pirater la technologie pour résoudre des énigmes. Tout au long du jeu, le joueur doit échapper à des créatures antagonistes, les Zurks et les Sentinelles, qui tentent de le tuer.
Le développement commence en octobre 2015, mené par les deux fondateurs de BlueTwelve Studio, « Koola » et « Viv », qui souhaitent mener un projet indépendant après avoir travaillé chez Ubisoft Montpellier. Ils s'associent à Annapurna Interactive pour publier le jeu. L'esthétique de Stray est influencée par la citadelle de Kowloon, que les développeurs estiment pouvoir être explorée de manière appropriée par un chat. Le système de jeu est inspiré par les chats des développeurs, Murtaugh et Riggs, et l'équipe étudie des images et des vidéos de chats pour ses recherches. Elle constate que le fait d'incarner un chat offre d'intéressantes possibilités de conception de niveaux, mais doit relever des défis pour trouver un équilibre entre la conception et la jouabilité. La décision de peupler le monde de robots influence également la narration.
Stray est annoncé en 2020 et, après quelques retards, sort en 2022. Il reçoit des critiques généralement très positives, avec des éloges pour sa conception artistique, son système de jeu, sa narration, sa bande-son et ses éléments de plateforme, bien que les critiques soient divisées sur les séquences de combat et de furtivité. Le jeu remporte des prix aux Game Awards, Game Developers Choice Awards, ainsi que le Pégase du meilleur jeu de l'année. Un projet d'adaptation en film d'animation est annoncé être en développement en 2023.

## Trame

### Scénario
Alors qu'un groupe de quatre chats errants se promène dans les ruines d'une installation abandonnée, l'un d'entre eux est séparé des autres après avoir chuté dans un gouffre menant à une ville souterraine. Le chat trouve un laboratoire où il aide à télécharger une intelligence artificielle dans le corps d'un petit drone, qui se fait appeler B-12. Ce drone explique qu'il a auparavant aidé un scientifique, mais qu'une grande partie de sa mémoire a été corrompue et qu'il a besoin de temps pour se remettre. B-12 promet d'aider le chat à retourner à la surface et l'accompagne plus loin dans la ville. Au fur et à mesure de leur avancée, ils découvrent que, si la ville est totalement dépourvue de vie humaine, des serviteurs robotisés des humains sont restés, les Compagnons. En l'absence d'humains, les robots sont devenus conscients d'eux-mêmes et ont construit leur propre société parmi les ruines de la ville, mais ils sont également piégés sous terre. Les ruines sont aussi infestées de Zurks, des bactéries mutantes créées par les humains, qui ont évolué pour dévorer toute vie organique et robotique,.
Le duo rencontre Momo, membre des Extérioristes, un groupe de robots qui se consacre à trouver un moyen de remonter à la surface. Avec l'aide des Extérioristes, le chat et B-12 se rendent dans le secteur du Centre-ville. Ils y retrouvent Clémentine, une autre Extérioriste qui projette de voler une batterie atomique pour alimenter une rame de métro menant à la surface. Le trio est attrapé et arrêté par des drones de sécurité appelés Sentinelles, mais le chat aide Clémentine et B-12 à s'échapper de la prison. Clémentine reste sur place pour tromper les Sentinelles tandis que le chat et B-12 s'échappent par le métro, qui les mène au centre de contrôle de la ville. B-12 récupère alors tous ses souvenirs. Il révèle qu'il était à l'origine un scientifique humain qui a tenté de télécharger sa propre conscience dans un corps de robot, mais le processus a mal tourné jusqu'à l'arrivée du chat. B-12 se souvient que la ville, appelée « Cité murée 99 », a été construite pour protéger l'humanité d'une catastrophe à la surface, mais qu'une épidémie a fini par anéantir toute vie humaine. Se rendant compte que l'héritage de l'humanité repose désormais sur les robots et le chat, B-12 se sacrifie pour ouvrir les immenses portes qui coupaient l'accès au ciel au-dessus de la ville. L'exposition à la lumière du soleil tue les Zurks et désactive les Sentinelles. La sortie principale désormais ouverte, le chat, endeuillé par la perte de B-12, quitte la ville et atteint la surface. Au moment où le chat s'en va, un écran près de la sortie clignote et s'active,.

### Univers

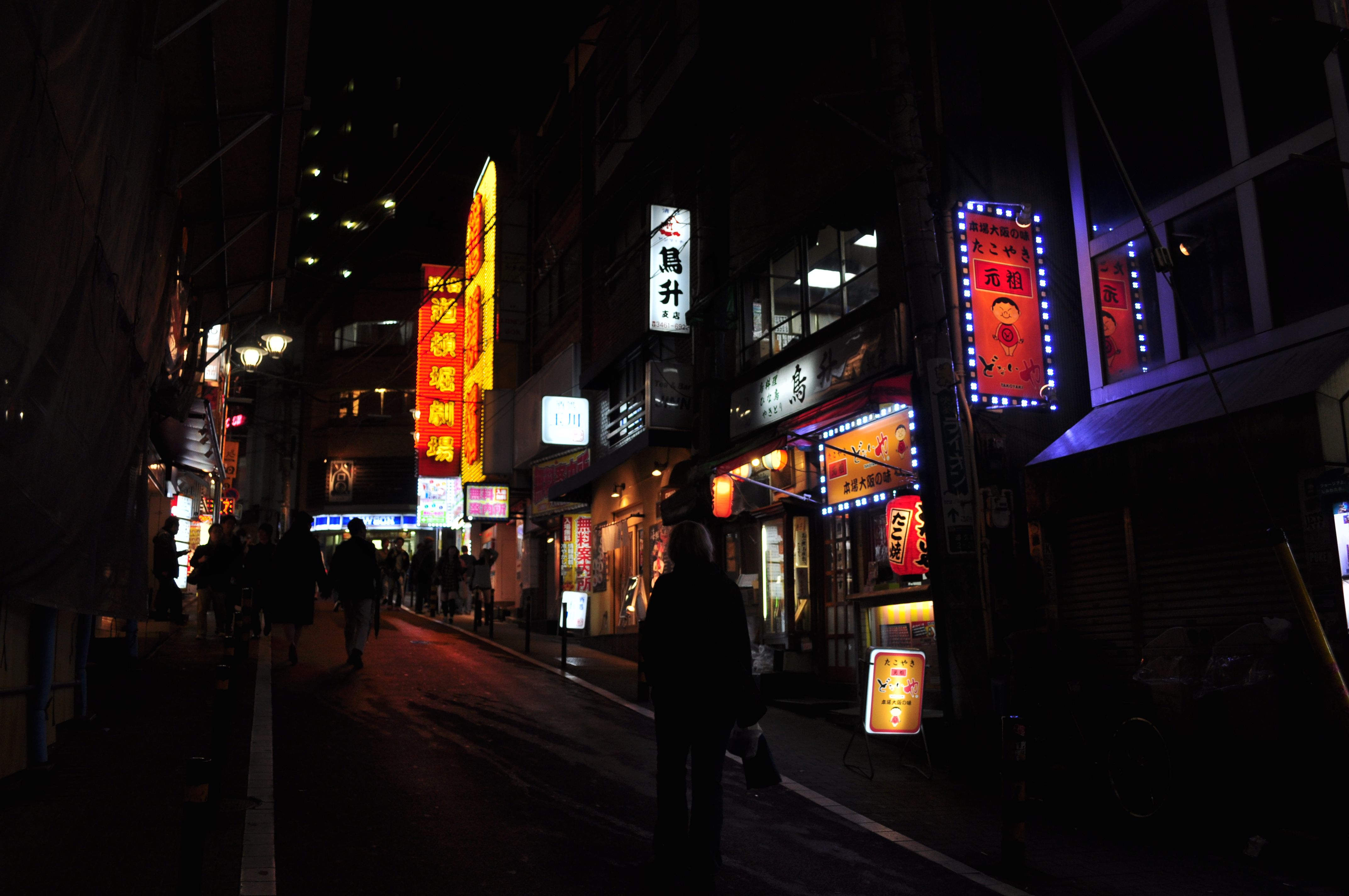
La direction artistique du jeu rappelle les aspects futuristes de Shibuya, au Japon (ici en illustration).

Les événements de Stray prennent place dans un univers fictif, cyberpunk et post-apocalyptique, à une « période indéfinie » s'inspirant esthétiquement et historiquement de la région chinoise de Hong Kong, aussi bien dans son aspect contemporain que colonial. Le jeu se déroule principalement dans La Fourmilière, lieu inspiré de la citadelle de Kowloon, qui était à son époque l'endroit « le plus dense du monde ».
Les personnages récurrents sont des robots humanoïdes appelés Compagnons, conçus pour protéger les humains ; ces derniers ayant ensuite tous succombé à une épidémie dont les origines sont inconnues,,, les robots ont développé leur propre communauté et leurs échelles hiérarchiques. Ils possèdent une intelligence artificielle et émotionnelle variable d'un robot à l'autre, et gardent une opinion positive de leurs supérieurs humains malgré la disparition de ces derniers. Ils peuvent par ailleurs exprimer leurs émotions à l'aide d'un émoji qu'ils font apparaître sur l'écran d'ordinateur qui leur sert de tête. Ils parlent le plus souvent d'un monde (inconnu à leurs yeux) qu'ils appellent « L'Extérieur », et considèrent comme « Extérioriste » tout robot qui souhaite s'y rendre.
Bien que le développement de Stray se soit effectué entre 2015 et 2022, l'atmosphère épidémique évoquée dans le jeu ne fait en aucun cas référence à la pandémie de Covid-19 survenue entretemps en 2020, malgré les similitudes. Par ailleurs, peu d'éléments permettent au joueur de connaître la manière dont le protagoniste chat et ses congénères aperçus au début du jeu ont pu survivre malgré l'épidémie qui règne à la surface. Ils semblent avoir survécu grâce à leur débrouillardise, probablement en même temps que d'autres espèces animales.
En dehors de ce contexte, le jeu contient des messages sur des enjeux sociaux tels que la brutalité policière, mais aussi l'écologie, les « pièges » du capitalisme, et ce qui définit l'humanité. Alexis Ong de Polygon identifie d'ailleurs des thèmes liés à la démocratie à Hong Kong, notamment en ce qui concerne la violence policière et les manifestations de 2019 et 2020, citant le titre provisoire HK Project « HK » signifiant « Hong Kong »). Dans le jeu, les robots, hormis les rebelles, se doivent d'obéir aux ordres des Sentinelles qui sèment la peur. D'autre part, Stray s'intéresse de près aux effets de la « cupidité » des entreprises. Dans le jeu, une entreprise nommée Neco Corporation a contribué à l'extinction de l'humanité, et des vestiges de son logo se retrouvent partout. Elle est à l'origine de la plupart des antagonistes du jeu (Pacificateurs, Sentinelles et Zurks), même après l'extinction de l'humanité. Spécialisée dans la gestion des déchets, il semblerait que Neco soit en partie responsable des désastres environnementaux qui ont poussé l'humanité à s'enfermer dans la Cité murée 99. Il semble aussi que ce soit le manque d'intérêt pour la planète qui ait poussé les humains à s'installer dans cette cité, et que les déchets y soient devenus si importants que Neco a créé des bactéries pour les engloutir.

## Système de jeu
Stray est un jeu vidéo d'aventure en 3D à la troisième personne,. Le joueur contrôle un chat errant qui peut marcher, courir,, contourner des obstacles et ouvrir de nouveaux chemins en interagissant avec l'environnement, par exemple en grimpant dans des seaux, en renversant des pots de peinture, en actionnant un distributeur automatique et en poussant des objets avec ses pattes,,. Le joueur doit résoudre des énigmes pour faire avancer la narration, qui implique souvent des obstacles mobiles,. Les activités facultatives comprennent le sommeil, les miaulements et le fait de faire ses griffes, et de se blottir contre des personnages non-joueurs, qui suscitent souvent une réponse,. Certains niveaux comportent des éléments de monde ouvert, permettant au joueur de se déplacer en toute liberté.
Le joueur est accompagné d'un compagnon drone, B-12, qui l'aide en traduisant la langue des autres personnages, en stockant des objets trouvés dans le monde, en lui fournissant de la lumière et en piratant diverses technologies pour ouvrir des chemins et résoudre des énigmes,. Tout au long du jeu, le joueur trouve plusieurs souvenirs de B-12, fournissant plus de contexte pour l'histoire. La plupart de ces souvenirs sont facultatifs, mais certains sont débloqués par la progression de l'histoire. Le joueur peut collecter des badges, dont plusieurs facultatifs dans le monde, qui sont affichés sur le sac à dos du chat.
Le monde est peuplé de robots, qui demandent souvent au joueur de localiser des objets qui révèlent plus d'informations et font progresser le récit. Certains robots proposent des tâches facultatives, comme Morusque, qui joue des chansons lorsqu'on lui fournit des feuilles de musique trouvées dans les bidonvilles. Le joueur peut interagir avec la plupart des robots dans le monde. Stray présente deux types d'ennemis qui peuvent tuer le joueur : les Zurks, de grosses bactéries mutantes qui peuvent coloniser et dévorer le chat, et les Sentinelles, des drones de sécurité qui tentent de tirer sur le joueur lorsqu'il les repère,. Pendant une partie du jeu, le joueur peut attacher un Defluxor à B-12 pour détruire les Zurks, bien qu'il ne puisse être utilisé que pendant un temps limité avant que B-12 ne surchauffe et ne nécessite une brève charge. S'il se laisse capturer, le chat peut mourir sous les attaques des Zurks.

## Développement
Les cofondateurs français de BlueTwelve, « Koola » et « Viv », commencent à travailler dès octobre 2015 sur Stray, à l'origine connu sous le nom de HK_Project, en souhaitant poursuivre un projet indépendant sur lequel ils ont travaillé chez Ubisoft Montpellier,. Après que les développeurs ont partagé des images du jeu sur Twitter, l'éditeur Annapurna Interactive les contacte en avril 2016 pour publier le projet. « Koola » et « Viv » n'ont développé, à ce moment-là, que quelques scènes préliminaires, mais ont déjà bâti une forte orientation pour le projet final. Annapurna Interactive, qui ne compte aucun jeu au moment où l'accord est conclu, aide à construire le studio au fil des ans, et laisse leur liberté de création aux développeurs,. Le financement du studio est confirmé en avril 2017 et l'équipe de développement passe à cinq personnes à la fin de 2017. Dès le début du développement, « Koola » et « Viv » savent qu'ils veulent maintenir une petite équipe, ce qui oblige à réduire la portée du jeu au fil du temps, en se concentrant sur les éléments qu'ils considèrent importants,. Après l'annonce du jeu, qui fait usage du moteur Unreal Engine 4,, l'équipe se concentre sur la production et ne commence le marketing qu'à la fin du développement.
Dans ce jeu, les développeurs mettent l'accent sur le contraste : le chat est « petit, organique et vivant » tandis que les robots sont « anguleux et imprudents ». Viv a d'abord créé des personnages non-joueurs humains, mais insatisfait du résultat, il s'est rendu compte que la haute qualité visuelle requise prendrait trop de temps, surtout avec une petite équipe,. Cette dernière s'aperçoit qu'après avoir développé des personnages robots, ceux-ci étaient plus faciles à placer dans l'environnement. Ainsi, l'arrivée des robots dans le projet inspire une grande partie de l'histoire. Leur langue, visible dans l'univers du jeu et ajoutée pour que le joueur ait l'impression d'être dans un lieu étranger, permet de constituer plus amplement l'intrigue. B-12, le compagnon robot du chat, ajoute des capacités supplémentaires au joueur, telles que l'interaction avec la technologie. B-12 et le sac à dos du chat sont d'ailleurs conçus avant le développement du jeu.

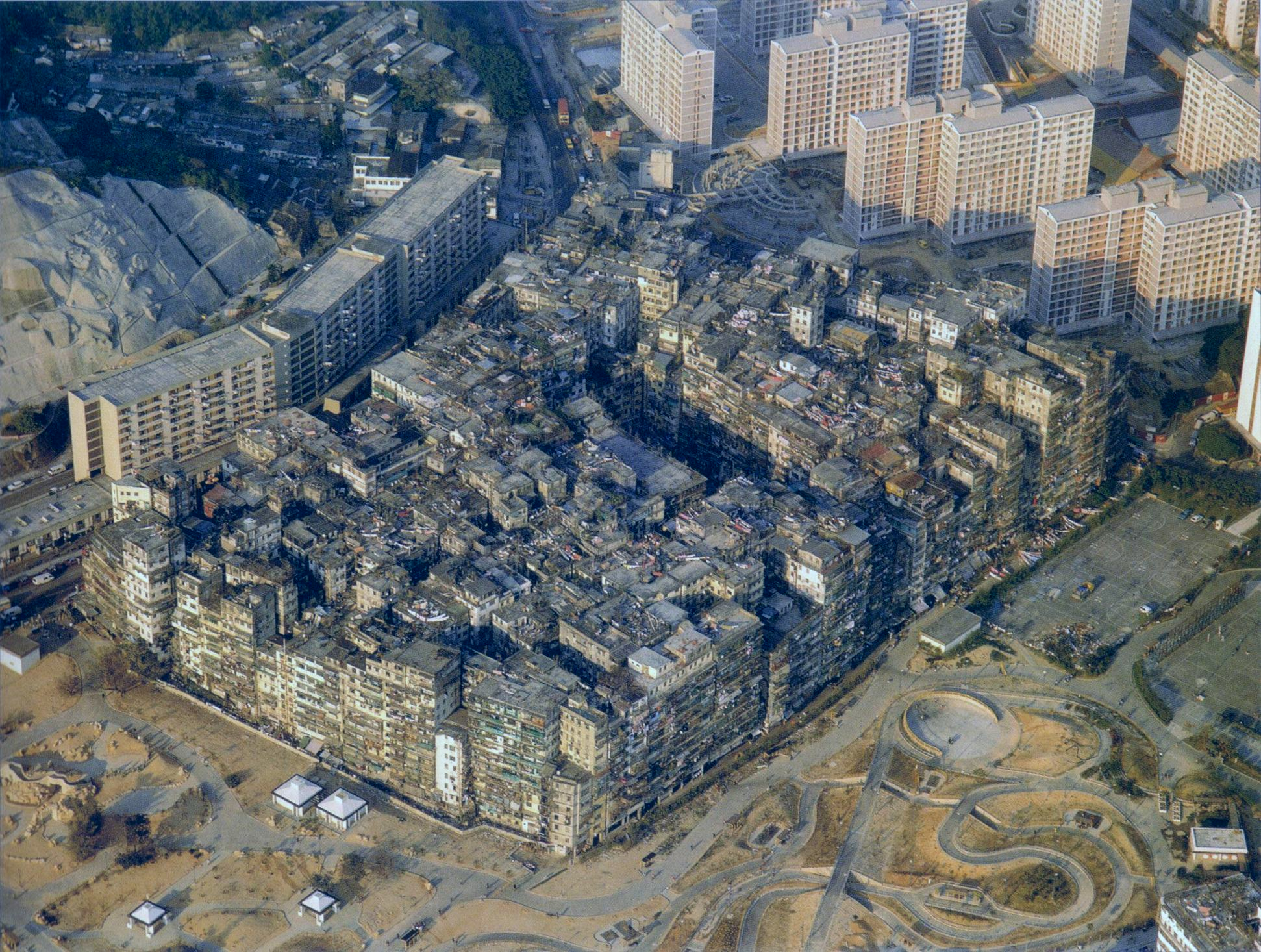
Le monde souterrain de Stray est influencé esthétiquement par la citadelle de Kowloon.

L'environnement de Stray est esthétiquement très inspiré de la citadelle de Kowloon,. Au début du développement, l'équipe conçoit quelques tests graphiques de l'environnement et de ses bâtiments qui, selon l'équipe, constituent le « terrain de jeu idéal pour un chat » en raison des différents chemins et différentes vues. L'équipe conclut aussi que le gameplay en tant que chat mène à des opportunités intéressantes de level design, en particulier en ce qui concerne les éléments de plateforme et de puzzle. Cependant, les éléments environnementaux — comme les tuyaux et les conduits d'aération —, qui sont des chemins exploitables dans Stray, deviennent des défis artistiques et techniques car un équilibre entre design et monde ouvert doit être trouvé,. La Fourmilière, principal environnement du jeu, permet l'expérimentation d'un game design vertical mais également de fournir au joueur plusieurs options de parcours. Les membres de l'équipe évitent, dès le début du développement, les défis standards typiques d'un jeu de plateformes après avoir vu, lors d'essais, le joueur manquer systématiquement les sauts, ce qui, selon eux, « ne donnait pas l'impression d'être un chat ». Pour le producteur Swann Martin-Raget, les mouvements d'un chat sont plus fluides, ce qui mènera à la création d'un système de mouvement guidé, mais laissant de la liberté de choix. Les sons et les vibrations du contrôleur DualSense ajoutent de l'interactivité en tant que chat ; un angle de caméra à ras-le-sol permet une observation plus précise de l'environnement que pour un protagoniste humain. L'interface utilisateur est minimaliste, avec des indications intégrées dans l'univers du jeu pour guider le joueur. Les séquences d'action sont ajoutées pour fournir un certain stress au joueur, l'équipe voulant maintenir un rythme dans la progression de l'histoire. La séquence dans laquelle le joueur peut tuer les Zurks, antagonistes du jeu, est perçue comme une vengeance par « Koola » et « Viv » qui ont été victimes d'une infestation de punaises de lit.

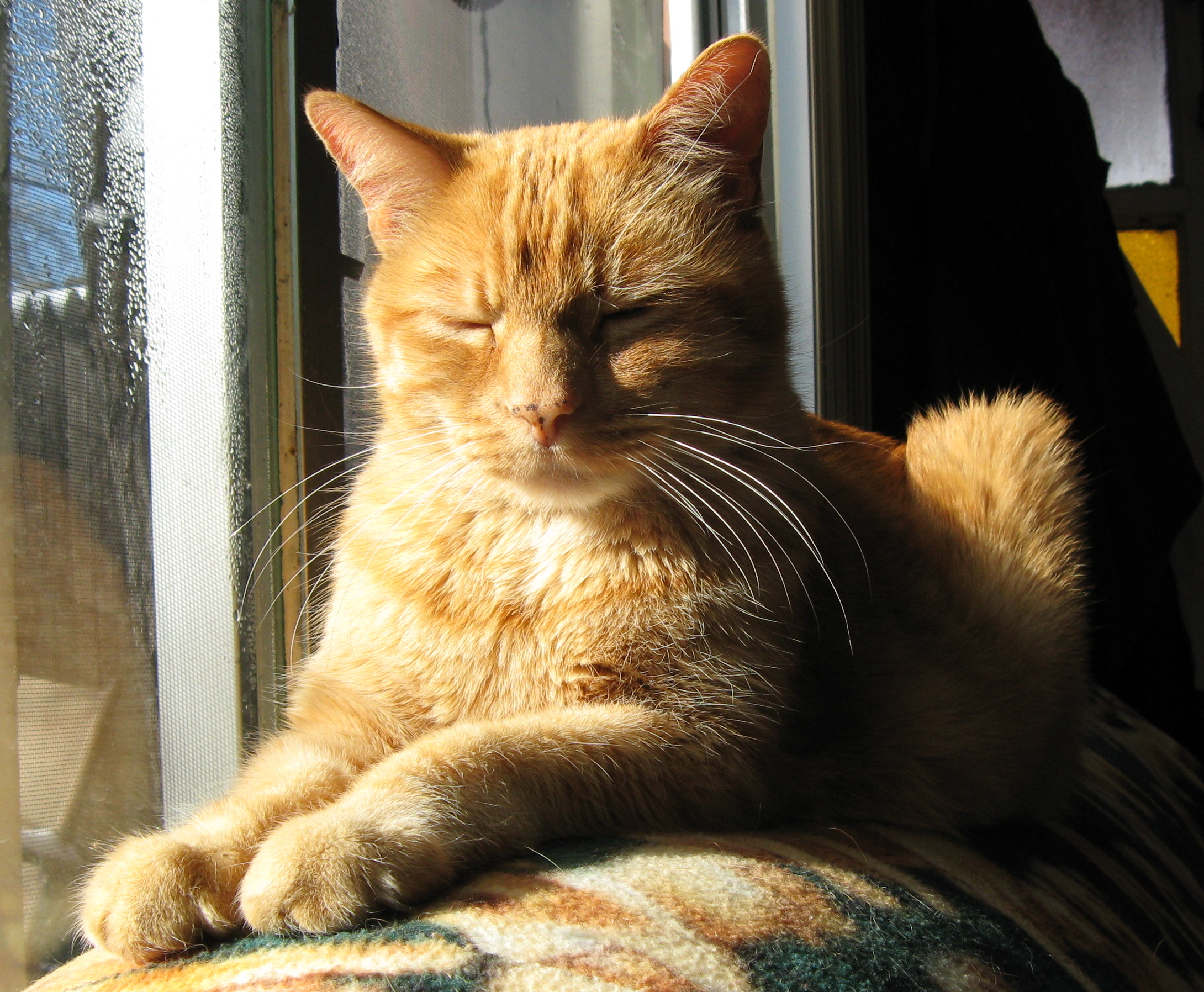
Un tabby roux, race de chat à laquelle appartient Murtaugh, l'un des chats des fondateurs ayant inspiré le protagoniste du jeu,.

Le compositeur Yann van der Cruyssen, qui a participé à des jeux vidéo comme Aarklash: Legacy, et l'ingénieur du son Raphaël Monnin s'occupent respectivement de la bande-son et du design sonore de Stray. Pour les besoins immersifs dans le jeu, Yann van der Cruyssen enregistre le paysage sonore et des bruits d'objets au Japon, en Corée du Sud, et en France durant le confinement. Les bruits du chat, comme les miaulements et grognements, qui sont les parties les plus difficiles à enregistrer, sont enregistrés par des amis de Yann van der Cruyssen, propriétaires de chats. Les miaulements sont ensuite modifiés sur logiciel pour plus de consistance vocale. De leur côté, Raphaël Monnin et l'équipe de développement tentent d'éviter l'usage de sons préexistants concernant les objets et les mouvements du chat. Ils décident donc d'enregistrer eux-mêmes leurs propres sons à l'aide de matériaux comme du béton, du plastique, du bois, et du métal, et d'objets comme un tapis et du carrelage. Les bruits de B-12, le compagnon du chat, sont enregistrés à partir d'objets « inhabituels » qui comprennent un détecteur de fantôme, un synthétiseur usé des années 1970, et des microcontrôleurs grésillants. Les voix des robots, quant à elles, viennent de voix humaines filtrées à travers « une sorte de vocodeur ». Les bruits des Zurks, qui font partie des antagonistes du jeu, sont un mélange de modélisation physique et de sons de ventouse. 
L'expérience globale de Stray s'inspire particulièrement de Murtaugh et Riggs, les chats des cofondateurs de BlueTwelve. Murtaugh, un ancien chat errant, tabby roux, trouvé sous une voiture à Montpellier, est la principale source d'inspiration pour le protagoniste,, tandis qu'Oscar, un sphynx, devient une référence efficace pour l'animation. Les miaulements et bruits vocaux du protagoniste, quant à eux, sont fournis par un chat femelle nommé Lala. La plupart des membres de l'équipe sont propriétaires de chats, qui fournissent une inspiration et un matériel de référence constants. L'équipe constate que ses choix ont été fructueux lorsque les chats du studio commencent à réagir et interagir avec le protagoniste du jeu. Bien que ce jeu soit une « lettre d'amour » aux chats de l'équipe, cette dernière évite expressément d'en faire un jeu de simulation au profit du gameplay.

## Sortie
Le développement de Stray est annoncé le 11 juin 2020, lors de l'événement Future of Gaming de PlayStation, sur supports PlayStation 4, PlayStation 5 et Microsoft Windows,,. Une bande-annonce du Consumer Electronics Show, datant de janvier 2021, programme sa sortie pour octobre 2021, mais est par la suite retirée. En juillet 2021, Annapurna Interactive révèle une date de sortie, fixée au début de 2022, dans une nouvelle bande-annonce de gameplay, mais celle-ci est reportée pour le milieu d'année en avril 2022. Lors de la présentation du State of Play (un événement organisé par Sony) en juin, la date de sortie est annoncée pour le 19 juillet 2022. À son lancement, il devient notamment accessible à tous les abonnés des rangs Extra, Deluxe et Premium du service PlayStation Plus. 
Pour la sortie du jeu, Annapurna Interactive s'associe à plusieurs associations caritatives afin de récolter des fonds pour des chats sans abri en offrant des cadeaux pour encourager les dons. Deux versions physiques sont publiées par iam8bit et Skybound Games : la version standard au détail pour PlayStation 5 le 20 septembre 2022, avec six cartes artistiques, et l'édition exclusive pour PlayStation 4 et PlayStation 5 au quatrième trimestre 2022, avec un poster et un patch brodé comme bonus. iam8bit annonce la sortie d'un disque vinyle de la bande-son au premier trimestre 2023, ainsi qu'un album illustré par Fernando Correa. Les précommandes pour les versions physiques et la bande-son commencent le 12 juillet 2022.
En juin 2023, Annapurna Interactive annonce que le jeu est en cours de portage pour les plateformes Xbox One et Xbox Series, versions qui sortent finalement le 10 août 2023. Une version macOS sort le 5 décembre 2023. Une version Nintendo Switch est annoncée en juin 2024 et est sortie le 19 novembre 2024.

## Accueil

### Presse spécialisée
Stray reçoit un accueil « généralement favorable », recueillant la note de 82 % ou 83 % selon la plate-forme sur l'agrégateur Metacritic,. Chris Scullion de Video Games Chronicle (VGC) le considère comme l'une des meilleures sorties d'Annapurna Interactive, et Andrew Webster de The Verge le classe parmi les meilleurs jeux de l'année à ce jour. 
La qualité graphique, la direction artistique, et l'utilisation subtile de l'éclairage dans le jeu sont acclamées par les critiques,,,,,. Les cinématiques sont d'ailleurs comparées à celles des jeux de studios prestigieux comme Naughty Dog. Quant à « l'exploration atmosphérique et sinistre », elle rappelle celle du jeu vidéo Half-Life, sorti en 1998, et de « la fantaisie enfantine d'un film classique du Studio Ghibli. »  Les critiques louent également l'animation et la simplicité des commandes,,, ainsi que l'immersion du mouvement et de la navigation,,, bien que certains notent des commandes et des angles de caméra parfois maladroits pendant la navigation,,. Le fait de prendre le contrôle d'un chat, dont la reproduction fidèle du comportement dans le gameplay est largement félicitée,,, « représente au moins 50 % de l'attrait du jeu ».
Le scénario est décrit comme « une histoire touchante de perte, de solitude », et de « cours magistral de narration environnementale et de conception de niveau », dans lequel des indications subtiles sont fournies au joueur. L'univers du jeu, quant à lui, est « un endroit stupéfiant dans lequel on peut simplement exister », et plein de « mélancolie et d'espoir ». Le plaisir d'explorer ce monde est également accueilli avec enthousiasme. L'attention est portée aux détails de chaque environnement, malgré le manque de paramètres graphiques, et les plateformes sont « simples mais efficaces », bien qu'elles se ressemblent toutes. Bien que la construction de ce monde soit l'élément le plus fort, elle n'atteint pas les niveaux d'intelligence ou de subtilité du jeu vidéo Nier: Automata, sorti en 2017, selon Jordan Oloman du NME. Plusieurs critiques sont surpris par les thèmes narratifs — notamment les contextes environnementaux et sociaux, ainsi que la difficulté dans l'amitié — compte tenu du concept de base du jeu,. Ces thèmes sont considérés comme mémorables, et « simples mais efficaces ». 
Malgré le bon accueil général, plusieurs éléments du jeu ne font pas l'unanimité, et certains bugs mineurs sont relevés,. Dans son ensemble, le jeu est « un exemple troublant de techno-orientalisme », les niveaux infestés de Zurks sont considérés « parmi les pires visuellement », et le concept de la ville souterraine peuplée de robots ressemble à un « empilement de tropes de jeux vidéo tout faits ». Les objectifs et énigmes sont parmi les éléments les moins appréciés du jeu, car ils « ne ressemblent pas du tout à ceux [qu'un chat peut accomplir] », manquent généralement de difficulté, et sont répétitifs à la longue.
Les critiques font également l'éloge du protagoniste, de son compagnon, et des robots. Nombre d'entre eux trouvent le chat et B-12 adorables et touchants,,. Les personnages robotisés du jeu,, qui sont décrits comme « fantaisistes et étonnamment humains », orientent la narration qui, elle-même, aborde les thèmes de la difficulté et de l'amitié ; ces amitiés qui se construisent sont jugées « efficaces et émouvantes ». Les séquences de combat polarisent les critiques, dont la plupart les trouvent tendues et excitantes,,, et d'autres fastidieuses et moins intéressantes que les autres éléments du jeu,,. Les séquences impliquant les Zurks — antagonistes comparés par plusieurs critiques aux crabes de tête de la série Half-Life,, — font partie des chapitres les plus convaincants de l'histoire. Elles ajoutent de l'équilibre aux moments plus calmes, une tension nécessaire comparable au jeu vidéo A Plague Tale: Innocence, sorti en 2019, et sont un exemple efficace de body horror. Toutefois, ces séquences, bien que très différentes du reste du jeu, peuvent devenir frustrantes et monotones, bien que divertissantes et suffisantes mais simplistes, voir « de bien à frustrant. »
La fin du jeu est jugée satisfaisante et permet de réfléchir aux relations entre les personnages. Webster de The Verge reconnait « des thèmes allant de l'inégalité des richesses au désastre environnemental » et trouve la fin tragique et belle.

### Ventes
Très attendu après son annonce,,, le jeu se hisse en tête des listes de souhaits sur la boutique dématérialisée Steam avant sa sortie, bat le record d'Annapurna Interactive de joueurs simultanés sur Steam dès sa sortie, avec plus de 62 000 joueurs,, et devient le jeu le mieux noté de l'année par les utilisateurs de la plateforme. En juillet 2022, il devient le jeu PlayStation 4 et PlayStation 5 le plus téléchargé en Amérique du Nord, et le deuxième sur PlayStation 5 et le troisième sur PlayStation 4 en Europe. En août 2022, il est le cinquième jeu PlayStation 5 et le sixième jeu PlayStation 4 le plus téléchargé en Amérique du Nord, et le cinquième sur les deux plateformes en Europe. Enfin, en septembre, il se classe 19e sur PlayStation 5 en Europe. Des vidéos de chats regardant des séquences de Stray deviennent virales sur Twitter après la sortie,,. Pour la sortie du jeu, Annapurna Interactive s'est associé à plusieurs organismes de bienfaisance afin de collecter des fonds pour les chats sans abri en proposant des cadeaux pour inciter aux dons.

### Distinctions

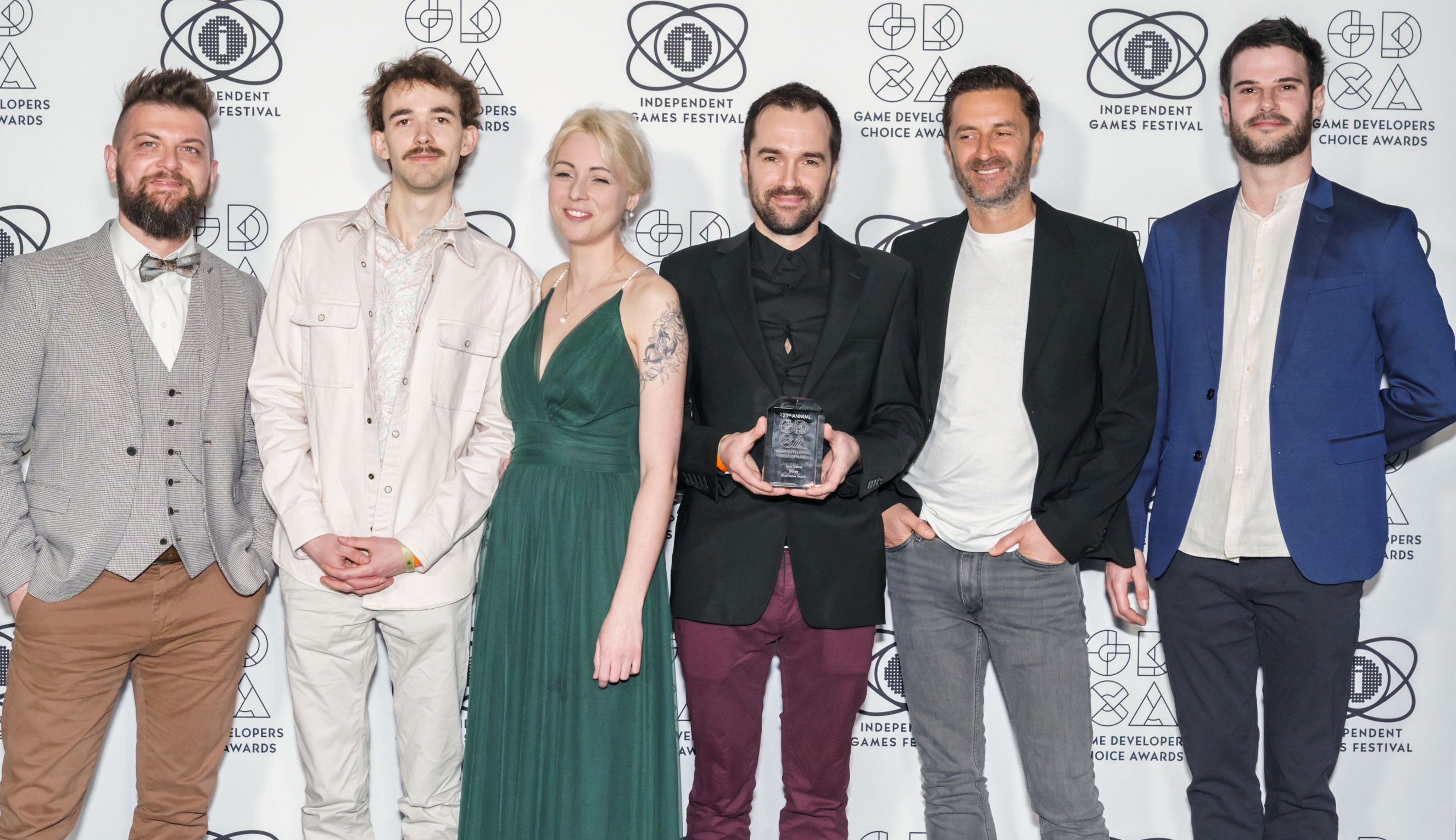
L'équipe de développement de Stray aux Game Developers Choice Awards.

Stray  est nommé six fois aux Game Awards 2022, notamment dans les catégories du jeu de l'année et de la meilleure réalisation d'un jeu ; il y remporte les prix du meilleur jeu indépendant et du meilleur premier jeu indépendant. En France, pays d'origine des développeurs, Stray remporte les Pégases du meilleur jeu vidéo, du meilleur jeu vidéo indépendant et du meilleur premier jeu vidéo. Il est aussi nommé dans les catégories meilleur jeu de l'année, meilleur jeu d'aventure de l'année et meilleure direction artistique lors des DICE Awards. Il remporte également le prix du jeu PlayStation de l'année à la 40e édition des Golden Joystick Awards, et celui du gameplay le plus innovant aux Steam Awards.
Stray remporte le prix de la meilleure conception sonore pour un jeu indépendant lors de la 21e édition des Game Audio Network Guild Awards, ainsi que le prix des lecteurs lors des Gayming Awards 2023. Il est nommé à six reprises durant la 23e édition des Game Developers Choice Awards, notamment dans la catégorie du jeu de l'année, et remporte le prix du meilleur premier jeu. Il est nommé à neuf reprises à la 19e édition des British Academy Games Awards, notamment dans la catégorie du meilleur jeu, et du meilleur scénario à la 58e édition des Prix Nebula. Le jeu apparait dans les listes de meilleurs jeux de plusieurs publications, telles que PCGamesN, GamesRadar+, The Guardian, Time, Empire, Digital Trends, GQ, Den of Geek et The Washington Post. Sur le site PlayStation Blog, Stray remporte le prix du meilleur jeu indépendant de l'année et se classe quatrième pour la meilleure direction artistique, la meilleure utilisation du DualSense, le jeu PlayStation 4 de l'année et le jeu PlayStation 5 de l'année, tandis que le chat est finaliste pour le meilleur nouveau personnage.
| Année | Récompense                      | Catégorie                                           | Résultat   | Réf.    |
| ----- | ------------------------------- | --------------------------------------------------- | ---------- | ------- |
| 2022  | Golden Joystick Awards          | Jeu PlayStation de l'année                          | Lauréat    | [ 113 ] |
| 2022  | The Game Awards                 | Meilleur jeu indépendant                            | Lauréat    | ,       |
| 2022  | The Game Awards                 | Meilleur premier jeu indépendant                    | Lauréat    | ,       |
| 2022  | The Game Awards                 | Jeu de l'année                                      | Nomination | ,       |
| 2022  | The Game Awards                 | Meilleure réalisation vidéoludique                  | Nomination | ,       |
| 2022  | The Game Awards                 | Meilleure réalisation artistique                    | Nomination | ,       |
| 2022  | The Game Awards                 | Meilleur jeu d'aventure/action                      | Nomination | ,       |
| 2023  | Steam Awards                    | Gameplay innovant                                   | Lauréat    | [ 114 ] |
| 2023  | Steam Awards                    | Jeu de l'année                                      | Nomination | [ 114 ] |
| 2023  | Game Audio Network Guild Awards | Meilleure conception sonore pour un jeu indépendant | Lauréat    | [ 115 ] |
| 2023  | Pégase                          | Meilleur jeu vidéo                                  | Lauréat    | [ 111 ] |
| 2023  | Pégase                          | Meilleur jeu vidéo indépendant                      | Lauréat    | [ 111 ] |
| 2023  | Pégase                          | Meilleur premier jeu vidéo                          | Lauréat    | [ 111 ] |
| 2023  | Pégase                          | Excellence visuelle                                 | Nomination | [ 111 ] |
| 2023  | British Academy Games Awards    | Meilleur jeu                                        | Nomination | [ 119 ] |
| 2023  | British Academy Games Awards    | Meilleure animation                                 | Nomination | [ 119 ] |
| 2023  | British Academy Games Awards    | Meilleure qualité sonore                            | Nomination | [ 119 ] |
| 2023  | British Academy Games Awards    | Meilleur premier jeu                                | Nomination | [ 119 ] |
| 2023  | British Academy Games Awards    | Meilleure musique                                   | Nomination | [ 119 ] |
| 2023  | British Academy Games Awards    | Meilleure narration                                 | Nomination | [ 119 ] |
| 2023  | British Academy Games Awards    | Meilleure nouvelle propriété intellectuelle         | Nomination | [ 119 ] |
| 2023  | British Academy Games Awards    | Meilleure technique                                 | Nomination | [ 119 ] |
| 2023  | British Academy Games Awards    | Jeu du public                                       | Nomination | [ 119 ] |
| 2023  | Game Developers Choice Awards   | Meilleur premier jeu                                | Lauréat    | ,       |
| 2023  | Game Developers Choice Awards   | Jeu de l'année                                      | Nomination | ,       |
| 2023  | Game Developers Choice Awards   | Meilleure bande-son                                 | Nomination | ,       |
| 2023  | Game Developers Choice Awards   | Meilleur design                                     | Nomination | ,       |
| 2023  | Game Developers Choice Awards   | Excellence visuelle                                 | Nomination | ,       |
| 2023  | Game Developers Choice Awards   | Meilleure innovation                                | Nomination | ,       |
| 2023  | DICE Awards                     | Jeu de l'année                                      | Nomination | [ 112 ] |
| 2023  | DICE Awards                     | Meilleur jeu d'aventure                             | Nomination | [ 112 ] |
| 2023  | DICE Awards                     | Meilleure direction artistique                      | Nomination | [ 112 ] |

## Postérité
En 2023, un peu plus d'un an après la sortie du jeu, le groupe Annapurna Pictures (dont la branche vidéoludique édite Stray) annonce qu'une adaptation en film d'animation est en cours de développement après le succès de son premier film, Nimona. Robert Baird, co-responsable de l'animation, estime que le jeu se prête à une adaptation en raison de sa popularité, ainsi que de ses éléments de comédie.